# A Hole in My Heart
A Hole in My Heart (Alternativtitel: Ein Loch in meinem Herzen) ist ein schwedischer Spielfilm von Lukas Moodysson aus dem Jahr 2004. Mit den Mitteln des experimentellen Films schildert er, wie vier Menschen in einer Wohngemeinschaft immer tiefer in einen Sumpf von Gewalt, sexueller Enthemmung und emotionaler Isolierung hinab sinken.

## Handlung
Rickard kann man nur als Loser bezeichnen. Seine Frau ist tot und sein Sohn Eric hasst ihn. Tagsüber hängt er mit seinem Kumpel Geko in ihrer verdreckten Wohnung ab. Sie hängen vor dem PC und zocken, reden Blödsinn, versuchen sich die Zeit um die Ohren zu schlagen und drehen Amateurpornos mit Tess. Diese ist 21 Jahre alt und träumt, seit sie zwölf ist, davon, Sexfilme zu drehen. Vor kurzem hat sie sich sogar die Schamlippen verkleinern lassen. Während sich die drei vor der Kamera ihren sexuellen Exzessen hingeben, sitzt Eric im abgedunkelten Zimmer und hört Noise-Musik. Er beschäftigt sich im Reich seiner Gedanken mit Gott und der Welt, tut sonst weiter nichts und widmet sich nebenbei seiner Würmerzucht.
Diese chaotische Symbiose der Plattenbau-Vierer-WG gerät aus den Fugen, als eines Tages die beiden Männer Tess mit Motorradhelm, Skimaske und Baseballschläger zu einem Porno der brutalen Art treiben wollen. Tess verlässt fluchtartig die Wohnung, doch schon am nächsten Tag kehrt sie zurück, bepackt mit einem riesigen Einkauf an Essen und Trinken: was folgt, ist das große Fressen... So bleibt ihr Ausbruchsversuch Episode und keiner der WG-Genossen scheint wirklich in der Lage, der Trostlosigkeit ihres gemeinsamen Lebens etwas entgegensetzen zu können.

## Rezeption
„Was A Hole in my Heart zum Schocker macht […] ist die emotionelle Leere der Protagonisten, der Zustand völliger Erstarrtheit, die Art und Weise, wie sie zwischen Langeweile, suffbedingten Aggressionsausbrüchen und weinerlichem Selbstmitleid pendeln. Und ihre absolute Unfähigkeit, aus diesem Zustand auszubrechen.“

„Der äußerst brutale, schockierende und desillusionierende Film beschreibt als Vier-Personen-Stück einen gesellschaftlichen Endpunkt, an dem sich alle gesellschaftlichen Vereinbarungen und Werte in Luft aufgelöst haben und jeder glaubt, nur noch seiner eigenen Stimme folgen zu müssen.“

Kommerziell war A Hole in My Heart weniger erfolgreich als Moodyssons vorhergegangene Filme, wurde aber von den inländischen Kritikern überwiegend gelobt. Die Film- und Gender-Wissenschaftlerin Mariah Larsson führte dies auch darauf zurück, dass der Film eine zum damaligen Zeitpunkt in Schweden stark verbreitete Anti-Porno-Haltung einnimmt. Larsson zufolge stellten Moodyssons Filme moralische und ethische Kommentare auf die kapitalistischen westlichen Konsumgesellschaften dar: Mittels schockierender Bilder versuche der Regisseur den Zuschauer zu politischen Einsichten zu zwingen, sodass „A Hole in My Heart“ als Propagandafilm betrachtet werden könne.